# 匝瑳氏
匝瑳氏（そうさうじ）は、「匝瑳」を氏の名とする氏族。下総国匝瑳郡を名字の地とする。

## 物部匝瑳連
物部氏系の氏族であり、姓は連。物部匝瑳連、匝瑳宿禰時代を通じての特徴は鎮守府の高官を輩出したことである。弘仁2年（811年）の蝦夷征討後の『日本後紀』・『続日本後紀』にみえる鎮守将軍は、承和7年（840年）に御春浜主が任じられるまで、いずれも匝瑳氏であった。
弘仁2年（811年）の蝦夷征討時に鎮守副将軍であった物部匝瑳足継は、征討後の弘仁3年（812年）2月10日に鎮守将軍に進み、外従五位下から従五位上に昇叙している。承和元年（834年5月19日に物部匝瑳熊猪は、外従五位下勲六等鎮守将軍に任ぜられる。

## 匝瑳宿禰
物部匝瑳連の後裔である。『続日本後紀』承和2年（835年）3月16日条に「下總國人、陸奧鎭守將軍外從五位下勳六等物部匝瑳連熊猪、連を改めて、宿禰を賜ひ、又本居を改めて、左京二條に貫附す。昔、物部小事大連、節を天朝に錫ひ、出でて坂東を征し、凱歌して歸り報ず。此の功勳に藉り、下總國に得せしめ、始めて匝瑳郡を建つ。仍りて以つて氏と爲す。是れ則ち熊猪等の祖也。」と記され、物部匝瑳連氏が物部小事を祖とすること、物部匝瑳連熊猪が宿禰姓を賜って本貫を平安左京二条に移したことがみえる。この後まもなく氏の名は匝瑳と改められた。
熊猪の子と見られる匝瑳末守は、承和4年（837年）4月と承和6年（839年）4月に鎮守将軍であったことが知られ、承和10年（843年）2月10日には、外従五位下で安房守に任じられている。

## 平姓匝瑳氏
桓武平氏流で、平常兼の子常広が匝瑳八郎常広を称し、また常広の弟常網も匝瑳氏を称した。あるいは平常澄の子常成が匝瑳郡を領して匝瑳氏を称しており、匝瑳南条荘を所領とし荘園領主の紀伊熊野山領の下司職も掌握していた。治承・寿永の乱での動向は不明であるが、匝瑳北条荘を本拠としていた藤原親政が千葉常胤に敗れ、上総広常が誅殺されると、匝瑳南条荘は平常兼の子千葉常重の五男椎名胤光（平常兼の孫で千葉常胤の弟）に譲られる。一門の椎名氏が地頭職を得てその支流は荘内各地に分布し、このため匝瑳氏は勢力を失った。